# FFH-Gebiet Bentheimer Wald
Das FFH-Gebiet Bentheimer Wald ist ein FFH-Gebiet (Nr. 3608-302) mit 780 ha Flächengröße im Landkreis Grafschaft Bentheim. Es liegt zum Großteil im Stadtgebiet von Bad Bentheim. Kleinere Teile liegen auch in den Gemeinden Isterberg und Schüttorf. Der Bentheimer Wald ist insgesamt 1.200 ha groß, nur 780 ha gehören zum FFH-Gebiet. Der Kurpark Bad Bentheim liegt wie eine Insel im Gebiet. Der Bentheimer Wald wird durch die Bundesstraße 403 zerschnitten. Das FFH-Gebiet geht teilweise bis an den Siedlungsrand von Bad Bentheim und Schüttorf.

## Gebietsbeschreibung
Im FFH-Gebiet Bentheimer Wald befinden sich überwiegend naturnahe Eichen-Hainbuchenwälder auf staufeuchten Bodenstandorten. Stellenweise gibt es im Wald auch Übergänge zu Buchen-Eichenwald mit Stechpalmen. Vereinzelt befinden sich kleine naturnahe Bachläufe im Gebiet. An den Bachläufen gibt es teilweise Erlen-Eschenwald. In den Bachtälchen befinden sich Altholzbestände. Eine Besonderheit sind die entlang der Bäche regelmäßig stehenden ältere Feldahorne.
Mehrere Waldwiesen sind im Waldgebiet vorhanden. Im FFH-Gebiet Bentheimer Wald befinden sich die FFH-Lebensraumtypen Magere Flachland-Mähwiesen, Erlen-Eschen- und Weichholzauenwälder, Sternmieren-Eichen-Hainbuchenwälder,  Hainsimsen-Buchenwälder und Atlantische bodensaure Buchen-Eichenwälder mit Stechpalme.

## Hutewald
Etwa 75 Hektar im zentralen Bereich des Waldgebiets ist ehemaliger Hutewald mit Altholzbeständen. Zum Teil haben die breitkronigen Hainbuchen und Eichen im Hutewald bizarre Wuchsformen und einen hohen Totholz-Anteil, daher werden diese Bestände oft als Urwald wahrgenommen. Der Wald wird spätestens seit der ersten schriftlichen Überlieferung im 14. Jahrhundert als Hudewald genutzt. Zu Beginn des 16. Jahrhunderts wurden bis zu 3500 Schweine jährlich in der zweiten Oktoberwoche eingetrieben. Auch für andere Haustiere nutzte man den Wald. 1885 waren für acht Monate 900 Kühe und 1200 Schafe im Waldgebiet. Dazu kamen noch Pferde, Ziegen und Gänse. Die Hainbuchen scheitelten die Hirten, damit das Vieh die frischen Blätter fressen konnte. Schneitelung bedeutet, dass die Hirten die belaubten Äste abschnitten. Die Bäume wurden zu Kopfbäume wie die Kopfweiden. Die Kombination der Waldweide und der Schneitelung von Hainbuchen auf der gleichen Fläche stellt kulturhistorisch über die Region hinaus eine Besonderheit dar. Anfang des 20. Jahrhunderts stellte man die Schneitelung von Hainbuchen ein. Auch die Nutzung als Waldweide wurde vor Jahrzehnten eingestellt. In einem Pilotprojekt vom Niedersächsischen Landesbetrieb für Wasserwirtschaft, Küsten- und Naturschutz (NLWKN) mit dem Besitzer, dem Fürsten zu Bentheim, und dem Tierpark Nordhorn werden nun Hainbuchen gescheitelt. Zudem beweiden Bentheimer Landschafe, Niederländische Landziegen und Gallowayrinder 26 ha im Wald.

## Besondere Arten im Bentheimer Wald
Im Waldgebiet kommen die Fledermausarten Bechsteinfledermaus und Großes Mausohr vor. Bei den Insektenarten ist der extrem seltene Eremit im Gebiet zu finden.
Es konnten 78 Flechten- und 64 Moosarten nachgewiesen werden. Es wurde eine artenreiche Flechtenflora mit großen Populationen von Indikatorarten für historisch alte Wälder, also Waldstandorte mit einer langen Bestandeskontinuität. Hervorzuheben ist der Wiederfund der für Deutschland als ausgestorben bzw. verschollen eingestuften Flechtenart Porina borreri und der Neunachweis der bundesweit seltenen Agonimia allobata für Niedersachsen. Aufgrund einer großen Anzahl in Deutschland vom Aussterben bedrohter Flechtenarten und dem derzeit bundesweit einzigen aktuellen Nachweis von Porina borreri wird dem Bentheimer Wald eine sehr hohe Bedeutung für den Flechtenartenschutz zugeschrieben. Das Moos- und Flechtenarteninventar entspricht dem vergleichbarer Hudewald-Relikte im niedersächsischen Tiefland.